# Аксиома объединения
Аксиомой объединения называется следующее высказывание теории множеств:  «Из любого семейства {\displaystyle a} множеств {\displaystyle b} можно образовать как минимум одно такое множество {\displaystyle d}, каждый элемент {\displaystyle c} которого принадлежит хотя бы одному множеству {\displaystyle b} данного семейства {\displaystyle a}», в символьной записи
{\displaystyle \forall a\ \exists d\ \forall c\ (c\in d\leftrightarrow \exists b\ (b\in a\ \land \ c\in b)\ )}

## Другие формулировки аксиомы объединения
{\displaystyle \forall a\exists d\ (d=\{c:\ \exists b\ (b\in a\land c\in b)\})}
{\displaystyle \forall a\exists d\forall c\ (c\notin d\leftrightarrow \forall b\ (b\in a\to c\notin b))}